# Veine ophtalmique inférieure
La veine ophtalmique inférieure est une veine de l'orbite. Elle reçoit des veines de nombreuses structures.

## Trajet
La veine ophtalmique inférieure commence dans un réseau veineux au niveau du plancher antérieur et de la paroi médiale de l'orbite.
Elle reçoit des veines choroïdiennes et d'autres veines en provenance du muscle droit inférieur de l’œil, du muscle oblique inférieur de l’œil, du muscle droit latéral de l’œil, du sac lacrymal et de la conjonctive.
Elle poursuit son trajet vers l'arrière dans la partie inférieure de l'orbite au-dessus du muscle droit inférieur de l’œil.
La veine ophtalmique inférieure se divise en deux branches :
- une branche traverse la fissure orbitaire inférieure et rejoint le plexus ptérygoïdien[1] ;
- l'autre branche pénètre dans le crâne par la fissure orbitaire supérieure et se termine dans le sinus caverneux[1],[2].

Son drainage peut être séparé, mais plus fréquemment il se confond avec celui de la veine ophtalmique supérieure.

## Aspect clinique
Dans la cellulite préseptale ou orbitaire, la veine ophtalmique inférieure peut être comprimée et entraîner des œdèmes des zones drainées.